# Лаго Дилоло
Лаго Дилоло (на португалски: Lago Dilolo) е най-голямото езеро в Ангола. Намира се в провинция Мошико. Езерото се намира на границата на Националния парк Камея. Езерото се намира на 1445 m надморска височина и е с площ от 18,9 km2.